# Bernie Boudreau
James Bernard „Bernie“ Boudreau PC QC (* 25. Juli 1944 in Sydney, Nova Scotia) ist ein kanadischer Rechtsanwalt und Politiker der Liberalen Partei Kanadas, der zeitweise die Provinz Nova Scotia als Mitglied im Senat vertrat.

## Leben
Nach dem Schulbesuch absolvierte Boudreau ein grundständiges Studium und schloss dieses mit einem Bachelor of Arts (B.A.) ab. Ein darauf folgendes Studium der Rechtswissenschaften beendete er mit einem Bachelor of Laws (LL.B.) und war im Anschluss als Rechtsanwalt tätig.
Ende der 1980er Jahre begann er seine politische Laufbahn für die Nova Scotia Liberal Party, als er bei der Provinzwahl vom 6. September 1988 erstmals in das Abgeordnetenhaus von Nova Scotia gewählt wurde und in diesem bis September 1997 den Wahlkreis Cape Breton The Lakes vertrat.
Nach dem Wahlsieg der Nova Scotia Liberal Party bei der Provinzwahl am 25. Mai 1993 wurde Boudreau von Premierminister John Savage im Juni 1993 erstmals in die Provinzregierung berufen und war dort bis Juni 1996 sowohl Finanzminister als auch zugleich zuständiger Minister für das Lotteriegesetz (The Lottery Act), Minister mit der Verantwortung für die Verwaltung des Branntweinkontrollgesetzes (Liquor Control Act), Minister mit der Verantwortung für das Gesetz über das öffentliche Unternehmen Sydney Steel Corporation (Sydney Steel Corporation Act) sowie Vorsitzender des Verwaltungsgremiums des Kabinetts. Im Rahmen einer Kabinettsumbildung wurde er am 7. Juni 1996 Gesundheitsminister sowie außerdem Minister mit der Verantwortung für das staatliche Telekommunikationsunternehmen Communications Nova Scotia und Vorsitzender des Prioritäten- und Planungskomitees und behielt diese Funktionen bis zum Ende der Amtszeit von Premierminister Savage am 18. Juli 1997.
Am 4. Oktober 1999 wurde Boudreau auf Vorschlag von Premierminister Jean Chrétien vom scheidenden Generalgouverneur Roméo LeBlanc zum kanadischen Senator für Nova Scotia ernannt und vertrat dort bis zu seinem Rücktritt am 26. Oktober 2000 den Senatsbezirk Nova Scotia.
Während seiner Senatsmitgliedschaft war er von Oktober 1999 bis Oktober 2000 als Vorsitzender der Fraktion der Liberalen Party und als solcher zugleich Führer der Regierung im Senat (Leader of the Government in the Senate) sowie Mitglied im 26. kanadischen Kabinett unter Führung von Premierminister Chrétien. Zusätzlich war er von Oktober 1999 bis Januar 2000 zuständiger Regionalminister für Nova Scotia sowie später zwischen Oktober 2000 und Januar 2001 Staatsminister mit der Zuständigkeit für die Atlantic Canada Opportunities Agency, eine Behörde der Bundesregierung zur Förderung der atlantischen Provinzen.
Bei der Wahl vom 27. November 2000 kandidierte Boudreau im Wahlkreis Dartmouth für ein Abgeordnetenmandat im Unterhaus, unterlag aber Wendy Lill, der amtierenden Abgeordneten dieses Wahlkreises von der Neuen Demokratischen Partei (NDP). Im Anschluss zog er sich aus der Politik zurück und nahm wieder seine Tätigkeit als Rechtsanwalt auf.